# HD 140283
HD 140283 (неофіційна назва — зоря Мафусаїл) — зоря, бідний на метали субгігант на відстані близько 190 світлових років від Землі в сузір'ї Терез. Її видима зоряна величина становить 7,223.
Зоря відома астрономам понад століття як високошвидкісна зоря, а спектроскопічний аналіз Чемберлена і Аллера 1951 року показав, що металічність зорі істотно менша сонячної. Сучасні спектроскопічні аналізи визначили вміст заліза приблизно у 250 разів менше, ніж на Сонці[джерело?]. Це одна з найближчих до нас зір другої зоряної популяції.

## Вік і значимість
Оскільки HD 140283 перебуває не на головній послідовності й не на відгалуженні червоних гігантів, для визначення її віку можна інтерпретувати теоретичні моделі зоряної еволюції. Для окремих зір (на відміну від зір у скупченнях) рідко можна визначити світність, температуру поверхні й склад достатньо точно, щоб отримати досить вузькі значення віку. Ще рідше таке вдається зробити для зір другого зоряного населення, таких як HD 140283 (внаслідок їх відносної нечисленності). У дослідженні 2013 року[неавторитетне джерело] було застосовано датчики точного наведення (англ. Fine Guidance Sensors) космічного телескопа «Габбл» для точного вимірювання паралаксу зорі (а, отже, відстані до неї й світності), і на підставі цих даних оцінено вік зорі — 14,46 ± 0,8 мільярда років. Через похибку вимірювань, такий вік зорі може не суперечити вік Всесвіту, визначеному космічним телескопом Планка, — 13,799 ± 0,021 млрд років. Враховуючи такий вік, зоря мала утворитися незабаром після Великого вибуху і є однією з найстаріших відомих зір. У публікаціях її називають «зоря-Мафусаїл». 
Точні визначення віку бідних на метали зір, таких як HD 140283 і зір у кулястих скупченнях, встановлюють нижню межу можливого віку Всесвіту незалежно від космологічної теорії або спостережень.
Дослідження зорі також допомагають астрономам зрозуміти ранню історію Всесвіту. Дуже низька, але не нульова металічність таких зір, як-от HD 140283, вказує, що зоря народилася в другому поколінні зір; важкі елементи в її складі, як вважають, утворилися в зорях справді нульової металічності (популяції III), жодна з яких поки не ідентифікована. Перші зорі, як вважають, народилися через кілька сотень мільйонів років після Великого вибуху, і вони загинули у вибухах наднових через кілька мільйонів років. Утворення зір другого покоління, у якому гіпотетично народилася HD 140283, не могло розпочатися, доки газ, нагрітий вибухами перших наднових зір, достатньо не охолонув. Вік HD 140283 вказує, що охолодження газу тривало, імовірно, лише кілька десятків мільйонів років.
Відносні пропорції важких елементів у бідних на метали зорях, як HD 140283, також інформують нас про вихід нуклеосинтезу і, отже, внутрішній стан зараз зниклої зоряної популяції III. Як і HD 122563, CS22892-0052 та CD -38 245, HD 140283 має надлишок кисню й елементів альфа-процесу відносно заліза. Хоча частка цих елементів у HD 140283 значно менша, ніж на Сонці, вона не така мала, як заліза. Це може вказувати на утворення найпершим поколінням зір переважно елементів альфа-процесу (у порівнянні з іншими групами елементів, зокрема, з елементами залізного піку й s-процесу). На відміну від інших бідних на метали зір, HD 140283 має певну кількість літію, яка фіксується вимірюваннями, внаслідок того, що HD 140283 поки що не перетворилася на червоного гіганта і, таким чином, поки не пройшла першого зачерпування (англ. dredge-up).